# Вансон, Альфонс
Франсуа Антуан Альфонс Вансон (фр. François Anthoine Alphonse Wanson, часто Вансон-сын, фр. Wanson fils; 11 октября 1809, Льеж — 1 марта 1856, Льеж) — бельгийский композитор. Сын Франсуа Вансона.
Окончил Льежскую консерваторию, ученик своего отца и Жозефа Доссуаня-Мегюля; с 1846 г. преподавал там же как адъюнкт, с 1853 г. профессор. Работал также как дирижёр, в 1840 г. занимал пост второго дирижёра в Королевском театре Льежа.
Автор поставленный в Льеже комических опер «Любовник для смеха» (фр. L'amant pour rire; 1835), «Ночная стража» (фр. Le garde de nuit; 1838) и «Астролог» (фр. L'astrologue; 1841), за которой последовала опера «Раэс Бородатый» (фр. Raes à la barbe; 1846) на исторический сюжет (Раэс Доммартин по прозванию Бородатый был феодалом, боровшимся за власть в Хеспенгау на рубеже XI—XII веков). Ещё три оперы остались незавершёнными или не поставленными. Кроме того, Вансону принадлежат кантата «Франшимонцы» (фр. Les Franchimontois, на сюжет о Льежской войне 1468 года), многочисленные квинтеты, квартеты, пьесы для скрипки и фортепиано. Опубликован (1854) сборник сольфеджио и хоров Вансона для нужд консерватории.